# Faunis ameinokleia
Faunis ameinokleia är en fjärilsart som beskrevs av Hans Fruhstorfer 1911. Faunis ameinokleia ingår i släktet Faunis och familjen praktfjärilar. Inga underarter finns listade i Catalogue of Life.